# Blackshape Prime
Il Blackshape Prime è un ultraleggero costruito dalla Blackshape, un'azienda italiana avente sede a Monopoli, comune dov'è ubicata una parte del distretto aerospaziale pugliese.

## Storia del progetto
Il Prime deriva inizialmente da un progetto per un velivolo ultraleggero di costruzione interamente lignea, l'Asso X, progettato da Giuseppe Vidor. Vidor cedette il progetto all'azienda piemontese Millennium Aicraft che riprogettò la struttura in materiali compositi, e con la denominazione di Millennium Master, il prototipo andò in volo per la prima volta nel 2006. Il velivolo fu presentato al pubblico per la prima volta al Salone di Friedrichshafen nel 2007, con l'intento di passare alla commercializzazione in serie tramite vendita in kit di montaggio. Questo fatto non si realizzò, e il progetto fu acquistato, ed ulteriormente sviluppato, dalla ditta Blackshape con sede a Monopoli. Con il nome di Prime fu presentato nel 2011, mentre le consegne alla clientela iniziarono l'anno successivo.

## Descrizione tecnica

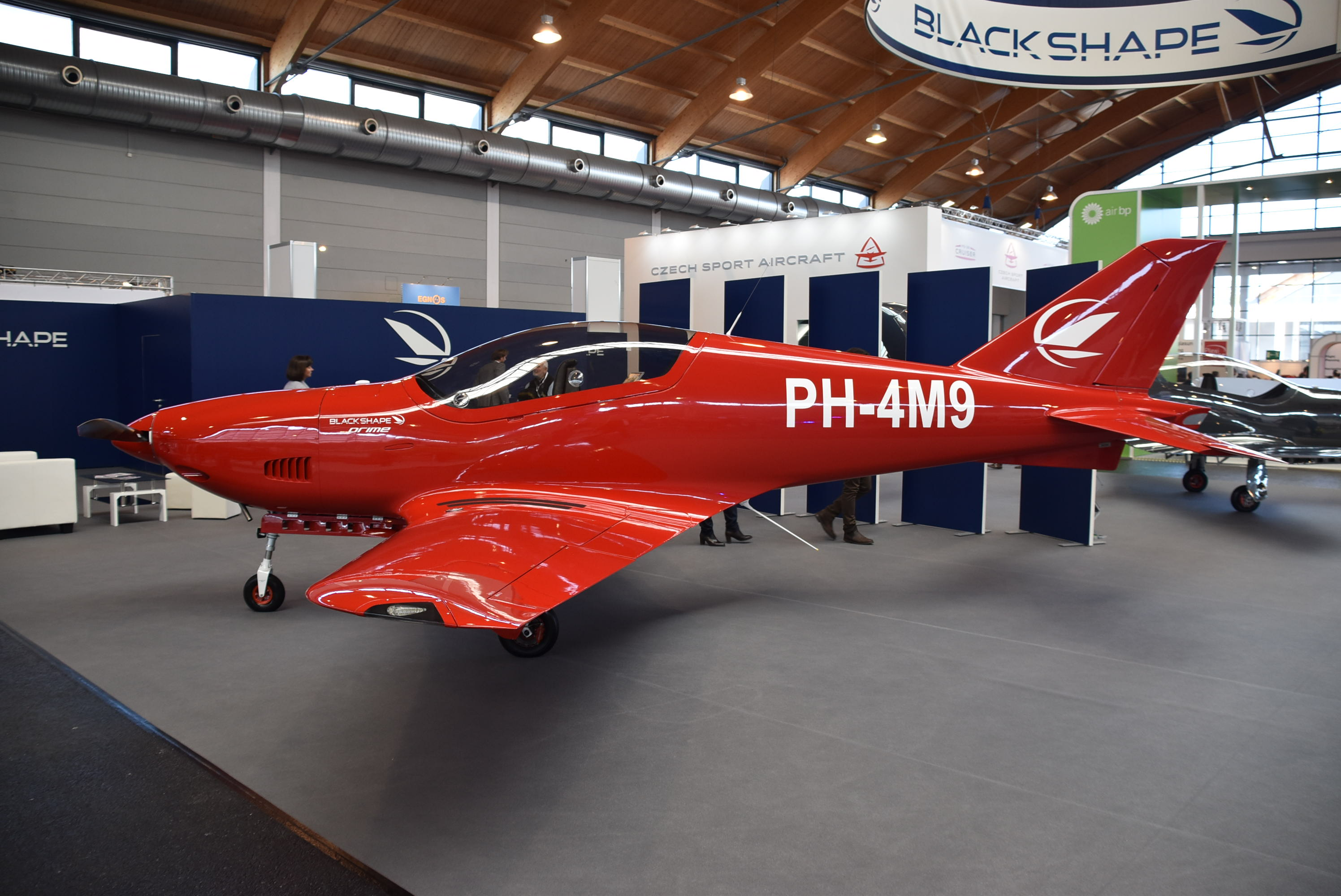
Un Blackshape Prime BS100, matricola PH-4M9, esposto all'Aero2016 di Friedrichshafen, Germania, fotografato il 20 aprile 2016.

Aereo ultraleggero, monoplano, biposto, monomotore. L'intera struttura, che comprende fusoliera, ali e impennaggio di coda, è realizzata in fibra di carbonio ininfiammabile, realizzata secondo la specifica FAR 25. I piani di coda hanno diedro negativo. Tutte le parti meccaniche sono prodotte in acciaio al Cr-Mo 4130 e alluminio anodizzato 7075. Ogni semiala contiene due serbatoi di combustibile, collegati direttamente tra loro, e riempiti di schiuma anti-vapori al fine di prevenire esplosioni. Allo scopo di aumentare la sicurezza è installato un paracadute balistico, un avanzato modulo diagnostico, avviso di entrata in stallo e cinture di sicurezza a quattro punti d'attacco. Il carrello di atterraggio completamente retrattile ad azionamento elettrico, e triciclo anteriore con il ruotino sterzante. È installato un sistema di emergenza ad azionamento manuale per il suo abbassamento. Le ruote sono tubeless, dotate di freni a disco flottanti.
Il propulsore installato è un Rotax 912ULS a 4 cilindri raffreddati a liquido, erogante la potenza di 100 hp (74,6 kW), azionante un'elica bipala MVT-33-1A a passo variabile a comando idraulico.
L'impianto elettrico prevede 21 interruttori automatici, ed è installata una avionica di base prodotta dalla Dynon Avionics Skyview e una radio Becker AR 201. Per l'impiego nei paesi caldi è disponibile un sistema di condizionamento. I fattori di carico massimo raggiungibile sono pari a +4/-2 g.

## Impiego operativo
Il Prima ha ricevuto la certificazione tedesca come ULM. Grazie alla sua autonomia di 1.000 km alcuni esemplari sono stati consegnati ad Abu Dhabi dopo un volo di due giorni. Nel 2013 un esemplare con immatricolazione russa è stato esposto al Salone Aeronautico di Mosca (MAKS).

## Versioni
- BK 100T Prime: versione dotata di prestazioni migliorate con l'installazione di un propulsore Rotax 914ULS3 da 115 hp azionante un'elica bipala MVT-33-1A a passo variabile a comando idraulico. Il peso massimo al decollo e di 452,5 kg, mentre la velocità massima raggiungibile è di 150 KTAS, la tangenza di 15.000 ft, e l'autonomia oraria di 4,2 h.

## Utilizzatori
Lettonia
- Latvijas Gaisa spēki

2 Pelegrin Tarragon ordinati. Versione dell'italiano Blackshape Prime prodotta dall'azienda lettone Pelegrin. I due aerei sono stati consegnati il 2 dicembre 2022.

### Esplicative
1. ↑  Le saldature vengono sottoposte a controlli non distruttivi con l'impiego di raggi X, ultrasuoni e liquidi penetranti, al fine di controllare la qualità di ogni singolo elemento.
2. ↑  Per il suo azionamento sono installati tre motori elettrici a gestione elettronica.
3. ↑  Opzionale vi è una avionica Garmin.

### Bibliografiche
1. 1 2 3 4 5  Gentilli 2013, p. 78.
2. 1 2 3 4 5 6  Gentilli 2013, p. 76.
3. 1 2 3 4 5  Gentilli 2013, p. 77.
4. ↑  Blackshape.
5. 1 2  "La Lettonia ha ordinato due addestratori di concezione italiana" - "Aeronautica & Difesa" N. 432 - 10/2022 pag. 20
6. 1 2  "Le forze aeree del mondo. Lettonia" - "Aeronautica & Difesa" N. 432 - 10/2022 pag. 70
7. ↑  "TARRAGON BASIC TRAINERS DELIVERED TO LATVIAN AIR FORCE", su scramble.nl, 5 dicembre 2022, URL consultato il 5 dicembre 2022.

### Periodici
- Roberto Gentilli, Blackshape Prime, in JP4 mensile di Aeronautica e Spazio, Firenze, EDIService Srl., novembre 2013,  pp. 76-78.